# Lê Bá Khánh Trình
Lê Bá Khánh Trình sinh ngày 19 tháng 5 năm 1962, là một tiến sĩ toán người Việt Nam. Ông được mọi người biết đến khi đã đoạt giải nhất với số điểm 40/40 đồng thời đoạt giải đặc biệt về lời giải độc đáo trong kỳ thi Olympic Toán Quốc tế ở Luân Đôn năm 1979. Ông cũng được mệnh danh là "cậu bé vàng của toán học Việt Nam".

## Tiểu sử
Lê Bá Khánh Trình sinh ngày 19 tháng 5 năm 1962 tại  Phong Chương, Phong Điền, Thừa Thiên (nay là Thành phố Huế) trong một gia đình có 6 anh chị em, bố là giáo viên trường Đại học Y, mẹ là giáo viên cấp 2. Năm 1979, khi đang là học sinh tại lớp chuyên toán trường Quốc học Huế, ông được chọn để tham gia kỳ thi Olympic Toán Quốc tế ở Luân Đôn cùng 4 học sinh khác. Ông đã đoạt giải nhất với số điểm 40/40 đồng thời đoạt giải đặc biệt về lời giải độc đáo. Tính đến nay, ông là học sinh Việt Nam duy nhất đoạt giải đặc biệt trong một kỳ thi Toán Quốc tế.
Sau kỳ thi trên, ông theo học tại khoa Toán trường Đại học Quốc gia Moskva. Ông đã được Giáo sư, Viện sĩ Viện Hàn lâm khoa học Liên Xô Andrei Aleksandrovich Gonchar hướng dẫn làm luận văn tốt nghiệp và sau đó làm luận án tiến sĩ (Кандидат наук hay PhD). Ông có viết một số công trình toán học sau như Inverse theorems for multipoint Padé approximants, On the m-th row of a table of multipoint Padé approximations...
Trở về Việt Nam, ông công tác tại khoa Toán Trường Đại học Khoa học Tự nhiên, Đại học Quốc gia Thành phố Hồ Chí Minh cho đến nay. Tuy nhiên ông chỉ tham gia giảng dạy mà không tiếp tục các hoạt động nghiên cứu Toán học.
Hiện nay, ông phụ trách đào tạo học sinh đội tuyển toán của Trường Phổ thông Năng khiếu, Đại học Quốc gia Thành phố Hồ Chí Minh. Năm 2005 ông là trưởng đoàn học sinh giỏi toán Việt Nam đi thi IMO 46 tại México. Năm 2013, ông tiếp tục là trưởng đoàn Việt Nam tham dự Olympic toán quốc tế (IMO-International Mathematics Olympiad) lần thứ 54 từ ngày 18-28.7 tại Santa Marta (Colombia) đã giành về 6 huy chương, với 3 huy chương vàng và 3 huy chương bạc. Và nhiều năm liên tiếp ông có đóng góp to lớn trong việc giảng dạy cho những học sinh được chọn để đi thi Olympic toán quốc tế.

## Đời tư
Năm 1999, ông kết hôn cùng bà Phạm Thị Ái Trinh.